# モニク・クノル
モニク・クノル（Monique Knol、1964年3月31日 - ）は、オランダ、ウォルヴェハ出身の元女子自転車競技（ロードレース）選手。

## 来歴
1986年
- オランダ選手権 個人スプリント 優勝

1988年
- ソウルオリンピック
  -  個人ロードレース 優勝

1990年
- ロードレース世界選手権
  -  チームタイムトライアル 優勝（+ レオンティエン・ファンモールセル、アストリット・スホップ、コラ・ウェストラント）

1992年
- バルセロナオリンピック
  -  個人ロードレース 3位